# Anthemus maculatus
Anthemus maculatus är en stekelart som beskrevs av Subba Rao 1976. Anthemus maculatus ingår i släktet Anthemus och familjen sköldlussteklar.
Artens utbredningsområde är Pakistan. Inga underarter finns listade i Catalogue of Life.